# 青春ライバルマンション
『青春ライバルマンション』（せいしゅんライバルマンション）は、1974年9月3日から同年12月10日までNET（現・テレビ朝日）系列で放送されていた毎日放送製作の歌謡バラエティ番組である。正式名称は『歌うコメディ 青春ライバルマンション』（うたうコメディ - ）。全13回。
当時の人気スターたちが、歌あり笑いありのバラエティ企画を繰り広げていた。彼らは「青春ライバルマンション」という架空のマンションの入居者という設定で、毎回入れ替わり立ち替わりで出演していた。
放送時間は毎週火曜 19時00分 - 19時30分（日本標準時）。この時間帯は、前番組『明色スターゲーム合戦』までは明色化粧品（桃谷順天館）の一社提供枠であったが、本番組は複数社による提供で放送されていた。

## 出演者
- フィンガー5
- 西城秀樹
- 野口五郎
- 浅田美代子
- 山口百恵
- 藤村俊二

## 放送リスト
| 回 | 放送日 （1974年） | サブタイトル                   |
| -- | ----------------- | ------------------------------ |
| 1  | 9月3日            | （サブタイトル無し）           |
| 2  | 9月10日           | （サブタイトル無し）           |
| 3  | 9月17日           | （サブタイトル無し）           |
| 4  | 9月24日           | （サブタイトル無し）           |
| 5  | 10月1日           | （サブタイトル無し）           |
| 6  | 10月8日           | （サブタイトル無し）           |
| 7  | 10月15日          | ペロペロ団の襲撃（前編）       |
| 8  | 10月22日          | ペロペロ団の襲撃（後編）       |
| 9  | 10月29日          | シンデレラは誰か               |
| 10 | 11月12日          | ベルサイユのバラ               |
| 11 | 11月19日          | 変てこ博士の珍そうどう         |
| 12 | 12月3日           | 結婚したいって本当ですか       |
| 13 | 12月10日          | モデルほどステキな商売はない!? |

参考：『朝日新聞縮刷版』朝日新聞社、1974年9月3日 - 同年12月10日付のラジオ・テレビ欄。